# Saison 2 de Élite
Chronologie
Saison 1 Saison 3
La deuxième saison de Élite est constituée de huit épisodes. Créée par Darío Madrona et Carlos Montero, la série se déroule à Las Encinas, une école privée espagnol située à Madrid. Après la mort d’un camarade de classe, un élève disparaît, de nouveaux amis rejoignent le drame et de sombres secrets sont révélés,.

Elle débute sur Netflix avec l'épisode Disparu depuis 20 heures, diffusé le 6 septembre 2019,, et se termine avec l'épisode La Disparition à la même date. En France, elle est également diffusée à partir du 6 septembre 2019 sur Netflix.

## Synopsis
La deuxième saison relate la disparition de Samuel, introuvable pendant quatre jours, et voit arriver trois nouveaux élèves à Las Encinas : Cayetana, Valerio et Rebeka.
Cayetana est une fille qui prétend, auprès de ses camarades, être excessivement riche et vivre seule dans un vaste manoir. Mais la vérité est dévoilée lorsque Lucrecia l’apprend : Cayetana est en fait la fille d'une femme de ménage du lycée. Cette révélation ne met cependant pas un terme à la relation qu’elle entretient avec Polo, qui a entretemps appris à la connaître et s'est attaché à elle. Cayetana se sert de Lucrecia pour organiser une vente de charité pour une soi-disant ONG (alors qu'elle veut en réalité récupérer l'argent pour finir ses études), mais Lucrecia l'humilie lorsqu'elle apprend la vérité. Polo permet cependant à Cayetana de rester au lycée et lui donne de l'argent pour régler ses dettes.
La romance entre Ander et Omar se poursuit malgré l’opposition des parents de ce dernier, qui est contraint de travailler à leur épicerie après l'AVC de son père mais finit par rompre avec eux et s’installer au domicile familial de son copain. Rempli de culpabilité, Polo confie à Ander qu’il est responsable de l’homicide de Marina, ce qui met celui-ci dans une situation compliquée vis-à-vis de Guzmán, le frère de la défunte dont il est le meilleur ami. Il décide de garder le secret, mais sombre dans la dépression et l’alcool.
Ne pouvant plus tenir le secret sur l’identité du tueur de Marina, Christian décide finalement de se rendre au commissariat, après une énième fête, mais il est fauché par une voiture, qui prend la fuite, puis est hospitalisé. Après avoir appris qu’il ne pourrait sans doute plus marcher, il accepte la proposition du père de Carla, qui, craignant que ne soit dévoilée la vérité, lui propose des soins poussés en Suisse en échange de son silence ; Christian accepte à contre-cœur.
Quant à Valerio, il est le demi-frère de Lucrecia, a autrefois eu une relation incestueuse avec elle et est toujours amoureux d'elle. Fêtard invétéré et grand amateur de drogues, il n'hésite pas à entraîner Guzmán dans les fêtes les plus endiablées pour lui changer les idées. Prêt à tout pour conquérir Lucrecia (toujours amoureuse, de son côté, de Guzmán), il n'hésite pas à filmer Nadia et Guzmán le jour où ils ont une relation sexuelle et à envoyer la vidéo à Lucrecia, afin de la convaincre de renoncer à Guzmán. Cette dernière envoie la vidéo à tout le lycée, ce qui pousse Valerio à renier Lucrecia, dont il reconnaît le vice profond.
Samuel commence une relation avec Carla pour prouver sa complicité avec Polo, dont il soupçonne la responsabilité dans le meurtre de Marina, voulant toujours innocenter son frère Nano. Mais les preuves qu’il obtient ne suffisent pas à convaincre la police. Samuel est par ailleurs devenu passeur de drogue pour la mère de Rebeka, une nouvelle élève provocatrice avec un fort caractère, ce qui lui vaut des ennuis avec des individus peu recommandables. Lorsque Guzmán comprend grâce à Samuel que Polo est l'assassin de sa sœur, il le cache chez ses grands parents, autant pour le protéger que pour mettre la pression à tous ceux qui connaissent le véritable meurtrier de Marina. Déstabilisée par la disparition de Samuel, dont elle semble amoureuse, Carla dénonce finalement Polo à la police. Mais Cayetana, qui est totalement dévouée à ce dernier, cache l’arme du crime. Les preuves n’étant alors pas suffisamment nombreuses, Polo est libéré et revient à Las Encinas à la stupéfaction de tous et à la grande colère de Samuel et de Guzmán.

## Distribution

### Principaux
- Itzan Escamilla (VF : Dimitri Rougeul) : Samuel García Domínguez
- Mina El Hammani (VF : Cécile d'Orlando) : Nadia Shanaa
- Omar Ayuso (VF : Romain Altché) : Omar Shanaa
- Miguel Bernardeau (VF : Gauthier Battoue) : Guzmán Nunier Osuna
- Álvaro Rico (VF : Arnaud Laurent) : Leopoldo « Polo » Benavent Villada
- Ester Expósito (VF : Jennifer Fauveau) : Carla Rosón Caleruega
- Danna Paola (VF : Emilie Rault) : Lucrecia « Lu » Montesinos Hendrich
- Arón Piper (VF : Bruno Méyère) : Ander Muñoz
- Jorge López Astorga (VF : Martin Faliu) : Valerio Montesinos
- Claudia Salas (VF : Bérénice Bala) : Rebeka « Rebe » Parilla López
- Georgina Amorós (VF : Lila Lacombe) : Cayetana Grajera Pando

### Récurrents
- Ainhoa Santamaría (VF : Barbara Delsol) : L'inspectrice de police (8 épisodes)
- Abdelatif Hwidar (VF : Julien Kramer) : Yusuf Shanaa (8 épisodes)
- Elisabet Gelabert (VF : Marie-Ève Dufresne) : Azucena Muñoz (7 épisodes)
- Irene Arcos (VF : Cathy Diraison) : Pilar Domínguez (7 épisodes)
- Eva Llorach (VF : Véronique Augereau) : Sandra López Gallego (7 épisodes)
- Farah Hamed (VF : Fouzia Youssef) : Imán Shanaa (6 épisodes)
- Marta Aledo (VF : Annabelle Roux) : Victoria Pando (6 épisodes)
- Jaime Lorente (VF : Donald Reignoux) : Fernando « Nano » García Domínguez (5 épisodes)
- Rocío Muñoz-Cobo (VF : Ethel Houbiers) : Laura Osuna (5 épisodes)
- Rubén Martínez (VF : Jérémy Bardeau) : Teodoro « Teo » Rosón (4 épisodes)
- Ramón Esquinas (VF : Thierry Ragueneau) : Ventura Nunier (4 épisodes)
- Lola Marceli (VF : Virginie Ledieu) : Beatriz Caleruega (3 épisodes)

### Invités
- Miguel Herrán (VF : Julien Crampon) : Christian Varela Expósito (épisode 1)
- Yaiza Guimaré (VF : Micky Sébastian) : Begoña Benavent (épisodes 4 et 7)
- Liz Lobato (VF : Virginie Kartner) : Andrea Villada (épisode 4)
- Bruno Lastra (VF : Christophe Seugnet) : Felipe Montesinos (épisodes 5 et 8)
- Alfredo Villa (VF : David Krüger) : Antonio Muñoz (épisode 6)

 Sources et légende : version française (VF) sur RS Doublage et Doublage Série Database.

## Production
Le 17 octobre 2018, Netflix renouvelle la série pour une deuxième saison.
Le 15 janvier 2019, est annoncé le lancement du tournage de la saison 2 et l'arrivée de trois nouveaux personnages joués par Georgina Amorós, Jorge López Astorga  et Claudia Salas.

## Liste des épisodes

### Épisode 1:Disparu depuis 20 heures
- Mondial : 6 septembre 2019

### Épisode 2:Disparu depuis 34 heures
- Mondial : 6 septembre 2019

### Épisode 3:Disparu depuis 36 heures
- Mondial : 6 septembre 2019

### Épisode 4:Disparu depuis 59 heures
- Mondial : 6 septembre 2019

### Épisode 5:Disparu depuis 63 heures
- Mondial : 6 septembre 2019

Jaime Vaca

### Épisode 6:Disparu depuis 66 heures
- Mondial : 6 septembre 2019

### Épisode 7:Disparu depuis 84 heures
- Mondial : 6 septembre 2019

### Épisode 8:La Disparition
- Mondial : 6 septembre 2019